# 千地琇也
千地 琇也（ちぢ ひでや、1898年7月7日 - 没年不詳）は、日本の画家。日本画家、仏画製作者。
友禅作家、舞台衣装デザイナーの千地泰弘は長男（後述）。

## 経歴
1898年（明治31年）大阪府に生まれる。岡田三郎助、土田麦僊に師事した後、1928年（昭和3年）に京都市立絵画専門学校を卒業。1933年（昭和8年）帝国美術展覧会で入選。1938年（昭和13年）北支那派遣軍報道部嘱託として北京市へ赴任。
第二次世界大戦後は絵本の絵を描きながら仏画を描くようになる。1960年（昭和35年）ポンペイ日本寺院壁画『釈尊伝』制作のためインドを訪問。1965年（昭和40年）満泉寺の襖絵『仏蹟図』を製作。1967年（昭和42年）水間寺の六曲屏風を製作。
1969年（昭和44年）ロサンゼルス西本願寺別院本堂壁画制作のためアメリカ合衆国を長男、千地泰弘とともに訪問。

## 著作
- 『厨子王物語』小野忠孝 著、千地琇也 絵 講談社 1955年
- 『いっすんぼうし』三橋雄一 文,千地琇也 絵 ます美書房 1956年
- 『あいうえおとかず』千地琇也, 太田かおる本文 小学館 1961年
- 『どうぶつサーカス』吉田喜代司 文、岩崎良信、守田滋、千地琇也 絵 小学館 1962年
- 『インド仏蹟と古代美術の旅』千地琇也著 中央仏教社 1969年